# Marcello Venturi
Marcello Venturi (Seravezza, 21 aprile 1925 – Molare, 21 aprile 2008) è stato uno scrittore e giornalista italiano esponente del neorealismo.

## Biografia
Durante la seconda guerra mondiale, appena diciottenne, prese attivamente parte come partigiano alla Resistenza italiana, che poi divenne uno dei temi fondamentali delle sue prime opere, e poi autore di racconti.
Il suo esordio letterario avvenne nel 1945 sulla rivista settimanale Il Politecnico di Elio Vittorini, col racconto Estate che mai dimenticheremo. 

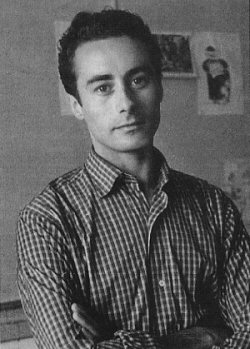
Marcello Venturi negli anni '50

 Nel 1946 vinse ex aequo con Italo Calvino un premio bandito dal quotidiano l'Unità di Genova che gli fu assegnato da Enrico Ardù. Il premio era riservato a racconti inediti di ambientazione resistenziale. I suoi racconti di quel periodo sono stati raccolti nel 1995 nel volume Cinque minuti di tempo.
Venturi alternò per molti anni l'attività letteraria con quella giornalistica, lavorando presso l'Unità e presso la casa editrice Feltrinelli, dove diresse la collana dell'“Universale Economica”. Lasciò nel 1957 il lavoro al quotidiano L'Unità e uscì dal Partito Comunista.
Il suo romanzo più noto è Bandiera bianca a Cefalonia, uno dei primi testi che - imperniato su una fedele ricostruzione storica e finzione narrativa - abbiano portato all'attenzione generale il caso dell'eccidio di Cefalonia, un'intera divisione di novemila uomini dell'esercito italiano che presidiavano l'arcipelago delle isole Ionie, sterminati per non aver ceduto all'ordine dei tedeschi di consegnare loro le armi dopo l'armistizio italiano con gli Alleati anglo-americani dell'8 settembre 1943. Oltre la metà degli italiani caduti furono fucilati dalla Wehrmacht in seguito alla cattura. La vicenda era allora totalmente sconosciuta al pubblico: era nota solamente ai pochi sopravvissuti, ai familiari delle vittime e nelle alte sfere militari. Pubblicato nel 1963, il romanzo conobbe risonanza internazionale ma in Italia la cultura e il pubblico rimasero freddi o tiepidi, anche se le vendite furono soddisfacenti; fu invece boicottato dal Gruppo 63, che si impose al comando della casa editrice di Giangiacomo Feltrinelli, dalla quale, per dissapori con Nanni Balestrini e la svolta "castrista" del miliardario comunista, Venturi se ne andò. Il romanzo fu ripubblicato in seguito da altri editori.
Lo scrittore ricevette il Premio Viareggio Opera Prima per Dalla Sirte a casa mia e il Premio Napoli per Il padrone dell'agricola.
Nel 1980 vinse il Premio Cento per Collefiorito. Con il libro Sconfitti sul Campo vinse il Premio Stresa di Narrativa nel 1982. Parte dei suoi romanzi sono ambientati nell'Appennino tosco-ligure, un territorio che gli fu familiare fin dall'infanzia, come Il giorno e l'ora (De Agostini, 1987); il romanzo Gorkij 8 interno 106 è dedicato invece a Julia Abramovna Dobrovol'skaja.
Dal 1960 fu sposo di Camilla Salvago Raggi. Nella vecchiaia visse in Monferrato.

## Opere

### Romanzi e raccolte di racconti
- Dalla Sirte a casa mia, Macchia Editore, 1952. - a cura di Francesco Ferroni, Gammarò Edizioni, 2018.
- Il treno degli Appennini, Torino, Einaudi, 1956 - I Gettoni, n. 44, Collezione di letteratura diretta da Elio Vittorini.
- Vacanza tedesca, Collana Scrittori d'oggi, Milano, Feltrinelli, 1959.
- L'ultimo veliero, Torino, Einaudi, 1962. - ill.ni di Enrico Paolucci, Einaudi, 1966; Palermo, Sellerio, 2007.
- Bandiera bianca a Cefalonia, Milano, Feltrinelli, 1963. - Garzanti, 1967; Rizzoli, 1972; Introduzione di Sandro Pertini, BUR, 1976; Collana Oscar Classici Moderni, Mondadori, 2001, ISBN 978-88-0449-728-8; introduzione di Francesco De Nicola, Le Mani, 2014.
- Gli anni e gli inganni, Milano, Feltrinelli, 1965.
- L'appuntamento, Collana La Scala, Milano, Rizzoli, 1967.
- Più lontane stazioni, Milano, Rizzoli, 1970.
- Terra di nessuno, Collana La Scala, Milano, Rizzoli, 1975.
- Il padrone dell'agricola, Milano, Rizzoli, 1979. - Torino, Lindau, 2018.
- Collefiorito, Stampatori, 1979.
- Sconfitti sul campo, Milano, Rizzoli, 1982.
- Dalla parte sbagliata. Avventure e disavventure tra la tragedia e la farsa di un poverocristo nato con la camicia, Novara, Da Agostini, 1985.
- Il giorno e l'ora, Novara, De Agostini, 1987.
- Cinque minuti di tempo, Greco e Greco, 1995.
- Via Gorki 8 interno 106, SEI, 1996.
- Tempo supplementare, Torino, Aragno, 2000.
- Il nemico ritrovato, Torino, Aragno, 2005.
- All'altezza del cuore, Torino, Aragno, 2008.
- Un uomo di successo, Napoli, Guida, 1991.
- Mio nonno e Mussolini, Via del Vento, 2011.

### Saggi
- Sdraiati sulla linea. Come si viveva nel PCI di Togliatti, Collezione Le Scie, Milano, Mondadori, 1991.- Lampi di stampa, 2011.